# Žernov (Semilyi járás)
Žernov település Csehországban, Semilyi járásban. Žernov Veselá, Tatobity és Rovensko pod Troskami településekkel határos. Lakosainak száma 251 fő (2024. január 1.).

## Népesség
A település lakosságának változását az alábbi diagram mutatja:
| Lakosok száma | 525  | 525  | 456  | 312  | 206  | 185  | 227  | 237  | 179  | 251  |
|               | 1869 | 1890 | 1921 | 1950 | 1980 | 2001 | 2017 | 2019 | 2022 | 2024 |